# Le Périer
Le Périer är en kommun i departementet Isère i regionen Auvergne-Rhône-Alpes i sydöstra Frankrike. Kommunen ligger i kantonen Valbonnais som tillhör arrondissementet Grenoble. År 2018 hade Le Périer 119 invånare.

## Befolkningsutveckling
Antalet invånare i kommunen Le Périer
Referens:INSEE